# Christa Ludwig
Christa Ludwig (Berlín, 16 de març de 1928 - Klosterneuburg, Àustria, 24 d'abril de 2021) fou una distingida mezzosoprano alemanya, coneguda per les seues interpretacions d'òpera i lied. La seua carrera es va estendre des de finals de la dècada del 1940 fins a principis dels anys 1990.

## Biografia
Ludwig va néixer a una família musical berlinesa; son pare, Anton Ludwig, era tenor i administrador d'òpera, sa mare, la mezzosoprano Eugenie Besalla-Ludwig, va ser membre de l'Òpera d'Aquisgrà durant el període en què la va dirigir Herbert von Karajan. Precisament sa mare va ser la primera professora de cant de Christa.
Va debutar l'any 1946, als 18 anys, en el paper d'Orlovsky en Die Fledermaus a Frankfurt del Main, on va cantar fins al 1952. Després va cantar amb l'Òpera de Darmstadt (1952 - 1954), l'Òpera de Hannover (1954 - 1955), i l'Òpera de Viena, de la qual va esdevenir una de les principals artistes i va obtenir el càrrec de Kammersängerin el 1962, i on va romandre per més de trenta anys. El 1954 va debutar en el Festival de Salzburg com Cherubino en Les noces de Fígaro, i va continuar participant fins al 1981. L'any 1966 va debutar en el Festival de Bayreuth, com Brangäne en Tristan und Isolde. Va debutar als Estats Units d'Amèrica amb l'Òpera Lírica de Chicago l'any 1959, com Doerabella en Così fan tutte, i tot seguit en el Metropolitan Opera on va actuar regularment fins al 1990. El 1969 va debutar en la Royal Opera House, com Amneris en Aida.
El repertori de Ludwig va canviar a mesura que la seua veu va madurar, passant de rols lírics i spintos, a dramàtics. En el seu vast repertori es troben Carmen, la mariscala en Der Rosenkavalier, Ulrica en Il trovatore, Leonora en Fidelio, Octavia en L'incoronazione di Poppea, Dido en Les Troyens, Kundry en Parsifal, Clitemnestra en Elektra, Fricka en Die Walküre i alguns personatges de les òperes contemporànies de Gottfried Von Einem i Carl Orff. Va fer breus incursions en el repertori per a soprano, interpretant Lady Macbeth en Macbeth (Verdi) i la tintorera en Die Frau ohne Schatten.
Va participar regularment en recitals de lied i en concerts simfònics, cantant obres de Schubert, Schumann, Brahms, Hugo Wolf, Gustav Mahler i Richard Strauss. També va cantar i va enregistrar peces de Bach.
Entre 1957 i 1970, Ludwig va estar casada amb el baix Walter Berry i van cantar junts ben sovint. L'any 1972 es va casar amb el director escènic francès, Paul-Emile Deiber. Es va retirar en la temporada 1993 - 1994. Va publicar les seues memòries el 1994, amb el títol ...und ich wäre so gern Primadonna geworden.